# Ino Siori meggyilkolása
Ino Siori  (猪野 詩織 ; Hepburn: Ino Shiori;  1978. május 18. – 1999. október 26.) japán egyetemista lányt 1999. október 26-án, 21 éves korában gyilkolták meg. A gyilkosság a Szaitama prefektúrabeli rendőrség alapvető kötelességmulasztása miatt történt, melynek következtében változásokat vezettek be a zaklatásokat elbíráló jogi eljárásokban. Az eset nagyon jó példája a média manipulációjára.

## Történet
1999 januárjában Ino Siori találkozott a 26 éves Komacu Kazuhitóval (小松 和人 ; Hepburn: Komatsu Kazuhito), aki egy masszázsszalon-láncot üzemeltetett a tűzoltó testvérével. Komacu már 23 évesen vállalkozó volt, aki autókkal, ingatlanokkal és nemesfémekkel üzletelt. Négy, öt találkozás után Komacu drága ajándékokkal próbálta elárasztani Inót, mint például Louis Vuitton és Gucci táskák, melyeket a lány nem fogadott el. Komacu emiatt nyilvánosan, szitkozódva kiabált vele. Annak ellenére, hogy Ino csak a saját telefonszámát adta meg, Komacu az otthoni telefonjukat is hívogatta. Amikor a lánynak elege lett, megkísérelte véglegesen lezárni a kapcsolatot, ám a férfi addig fenyegette, amíg bele nem egyezett abba, hogy továbbra is találkozgassanak. Március 24-én Ino bevallotta az egyik bizalmas barátjának, hogy valójában nagyon félti az életét a férfitől. Március 30-án írt egy levelet, melyben megpróbálta újra lezárni a kapcsolatot véglegesen, de akkor sem járt sikerrel. Komacu már a családját is nyíltan fenyegette, valamint bántalmazta Ino általános iskolás öccsét is. Június 14-én a lány egy kávézóban találkozott Komacuval, ahol egyértelműen kijelentette neki szándékát, miszerint nem szeretne soha többet találkozni vele. Még aznap Komacu, a testvére Takesi és egy harmadik barátjuk elmentek az Ino családhoz, ahol újból megfenyegették a lányt és az édesanyját, valamint olyan kitalált sikkasztásokkal vádolták Inót, amit valójában Komacu követett el. Miután Ino édesapja hazaért a munkából, őt is megfenyegették, mire ő egyértelműen megparancsolta nekik, hogy hagyják el a családi házukat, valamint vigyék el azokat az ajándékokat is, amelyeket Komacu erőltetett a lányra. Végül is elhagyták a házat, de az ajándékokat nem voltak hajlandóak magukkal vinni. Mindeközben Ino egy hangfelvételt készített az egész beszélgetésről, melyet másnap bevitt a szaitamai rendőrségre, ahol a kellő bizonyítékok hiányában elutasították. Aznap az Ino család újabb hívást kapott, egy magát Tanakának nevező férfitól, aki visszakövetelte az ajándékokat. Ezek után újabb 20 hívás következett, melyben a hívó már nem is szólt bele a telefonba. A zaklató napi hívogatásai egészen október 26-ig tartottak.
Június 16-án Shiori újra elment a szaitamai rendőrségre családjával, ahol megint csak elutasították őket, ráadásul még Shiorit hibáztatták, amiért szakított az  udvarlójával, miután elfogadta a drága ajándékokat. Mivel a rendőrségen elutasították őket, így ellátogattak egy ingyenes jogi tanácsadói irodába (Chamber of Commerce), amit a rendőrségen ajánlottak. Egy 15 perces beszélgetés után az ügyvéd is egyoldalúan elutasította őket azzal, hogy miért engedte a férfinek, hogy annyi mindent vegyen neki. A következő nap Ino egy újabb hívást kapott Komacutól, melyben követelte, hogy újra legyenek együtt, ezt Ino újra elutasította, illetve azt is kijelentette neki, hogy járt a rendőrségen, amire a férfi agresszívan reagált, majd hirtelen megszakította a vonalat.
Június 21-én ino futárszolgálattal visszaküldött mindent, amit a férfitől kapott. A következő nap, június 22-én Komacu testvére, Takesi felkereste Komacu parancsára a 33 éves Kubota Josifumit. Ő volt a masszázsüzletük egyik régebbi ügyvezetője. Azzal az ajánlattal keresték fel, hogy kap 20 millió jent a bérgyilkosságért cserébe. Kubota beleegyezett az ajánlatba, ráadásul beszervezte másik két ismerősét is a tervbe, Kavakami Akirát és Itó Jositakát. Július 5-én Komacu, annak érdekében, hogy alibit gyártson magának, elutazott Okinavára.
Az elkövetkezendő négy hónapban az Ino család folyamatos zaklatásnak volt kitéve, mivel több száz, Siorit és az édesapját rágalmazó levelet küldtek szét, nemcsak a család szomszédságába, hanem az apa munkahelyére is. Folyamatos jelleggel járták a rendőrséget, kezükben a levelekkel, képekkel a tettes rendszámtáblájáról és még hasonló bizonyítékokkal, de a hatóságok mindennek ellenére nem tettek semmilyen lépést az ügy érdekében. Mindeközben Kubota, Kavakami és Itó a lány fényképével felfegyverkezve figyelték az Ino család házát és a helyi vasútállomást, hogy megtervezzék a gyilkosságot.
1999. október 26-án, Ino Siori elindult kerékpárral az Okegava állomásra, hogy részt vegyen a délutáni óráin az egyetemen. Itó, miközben az egyik közeli autóból figyelt, értesítette Kavakamit, aki azonnal az állomáshoz ment és kirakta a helyszínen Kubotát. Amikor a lány leszállt a kerékpárjáról, Kubota odafutott hozzá, majd hirtelen hátba szúrta. Mikor Ino megfordult, újból megszúrta, ám most a szívénél. Ino Siori az Ageo Központi Kórházban veszítette életét.
A gyilkosságot követően, a szaitama prefektúrai rendőrség téves információkkal úgy állította be az ügyet, mintha az egész csak arról szólt volna, hogy az áldozat megpróbált belekóstolni a márkás dolgok világába. A szenzációhajhász napilapok és a sajtó egyből megragadta az alkalmat és történeteket kreált arról, hogy Siori escortként dolgozott. A Komacu-testvéreket és tettestársaikat addig nem fogták el, ameddig egy újságíró, Simizu Kijosi saját maga nem járt utána az ügynek. A beszámolója a FOCUS magazinban jelent meg, amiben nyilvánosságra hozta Ino hosszú megpróbáltatásait, csatolva a zaklatója fényképét.
1999. december 19-én elfogták a gyilkost, Kubota Josifumit. 1999. december 20-án elfogták Komacu Takesit, Kavakami Akirát és Itó Jositakát. 2000. január 16-án további nyolc embert tartóztattak le, emellett elfogatási parancsot adtak ki Komacu Kazuhitóra is.
Komacu Kazuhito elkerülte az elfogatást és megszökött Hokkaidóra, Szapporóba, a nyomában az újságíróval. 2000. január 27-én megtalálták Komacu holttestét a Tesikaga folyóban, Hokkaidón. A halála okát öngyilkosságnak tudták be, ugyanis a hotel szobájában hagyott poggyászában volt egy levél, amiben az állt, hogy tervei szerint miután elintézte a lányt, magával is végezni fog.

## Következmények
A rendőrség vezetőségét bírósági tárgyalásra idézték be az ügyben, a szaitamai rendőrséget pedig a média komoly elbírálásban részesítette kötelességmulasztás miatt. A szaitama rendőrség főkapitánya formálisan elnézést kért az Ino családtól. A nyomozást követően hat tisztviselőt részesítettek figyelmeztetésben és három idősebb rendőrnek mondtak fel. A három rendőrt is bíróság elé állították irathamisítás vádjával, tekintettel arra, hogy visszautasították az eljárás megkezdését Ino Siori zaklatásának ügyében. 2000. szeptember 7-én a három rendőrt fegyházbüntetésre ítélték, azonban mindnek engedélyezték végül a felfüggesztett büntetést.
Az ügy hatással volt a zaklatásokra vonatkozó jogszabályokra is. 2000. december 22-én  Ino Siori családja beperelte a szaitamai rendőrséget. 2003. február 16-án a körzeti bíróság úgy határozott, hogy a rendőrségnek kötelessége a vigaszdíj kifizetése, azonban elutasította az állítást, miszerint a rendőrség hanyagsága tette lehetővé a lány meggyilkolását. 2006. augusztus 30-án a fellebbezéskor a legfelsőbb bíróság jóváhagyta az eredeti ítéletet.
2001-ben Simizu Kijosi megkapta az ”Editors' Choice Magazine Journalism Award” díjat és a ”National Association of Commercial Broadcasters in Japan Reporting Award” díjat is beszámolójáért. A későbbiekben újra megkapta mind a két díjat, amiért tisztázott egy ártatlan embert az Asikaga-gyilkosság ügyében.
A bérgyilkos Kubotát 18 évig terjedő fegyházbüntetésre ítélték. A másik két tettest 15 év fegyházbüntetésre ítélték. Takesit életfogytiglanig tartó fegyházbüntetésre ítélték, de megpróbált fellebbezni. 2006. szeptember 5-én a legfelsőbb bíróság fenntartotta az eredeti ítéletet.

## Média
Japánban kétszer is televízióra adaptálták a történetet. Az első változat Simizu írásán alapul, és 2002. október 28-án mutatták be. A másik verziót, melyben Ucsijama Rina játszotta Ino Siori szerepét, 2003. december 13-án mutatták be.